# Mimela viriditestacea
Mimela viriditestacea är en skalbaggsart som beskrevs av Ohaus 1932. Mimela viriditestacea ingår i släktet Mimela och familjen Rutelidae. Inga underarter finns listade i Catalogue of Life.